# Christian Frederik Hansen
Christian Frederik Hansen (Copenaghen, 26 febbraio 1756 – Copenaghen, 10 luglio 1845) è stato un architetto danese.
Fu uno degli esponenti dell'architettura neoclassica che maggiormente influenzò l'architettura nella zona del Nord Europa.

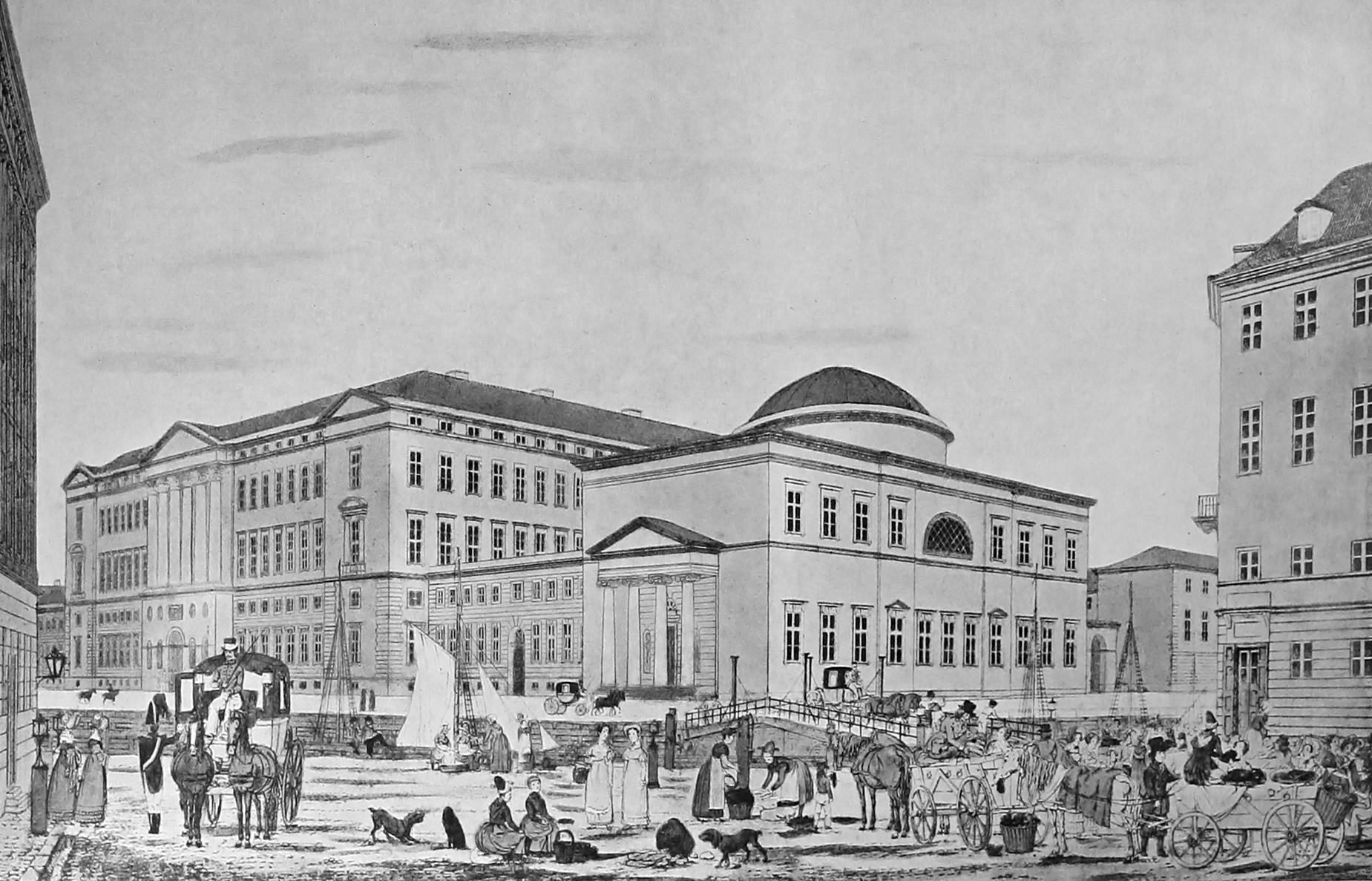
Vecchio palazzo di Christiansborg, Copenaghen, distrutto

Le sue maggiori opere furono progettate per Altona (Amburgo) e per la capitale danese (vecchio Palazzo di Christiansborg, sede del parlamento, in seguito distrutto e poi completamente rifatto in stile eclettico).
Ha progettato anche la Cattedrale di Copenaghen, imponente costruzione terminata nel 1829.
Nonostante l'omonimia, non vi è nessun legame di parentela con Theophil Hansen, né con Hans Christian Hansen, anche loro importanti architetti neoclassici danesi.